# 環境情報の提供の促進等による特定事業者等の環境に配慮した事業活動の促進に関する法律
環境情報の提供の促進等による特定事業者等の環境に配慮した事業活動の促進に関する法律（かんきょうじょうほうのていきょうのそくしんとうによるとくていじぎょうしゃとうのかんきょうにはいりょしたじぎょうかつどうのそくしんにかんするほうりつ、平成16年6月2日法律第77号）は、環境を保全しつつ健全な経済の発展を図る上で事業活動に係る環境の保全に関する活動とその評価が適切に行われることが重要であることにかんがみ、事業活動に係る環境配慮等の状況に関する情報の提供および利用等に関し、国等の責務を明らかにするとともに、特定事業者による環境報告書の作成および公表に関する措置等を講ずることにより、事業活動に係る環境の保全についての配慮が適切になされることを確保し、もって現在および将来の国民の健康で文化的な生活の確保に寄与することに関する法律である。

## 構成
- 第一章　総則（第1条―第5条）
- 第二章　国等による環境配慮等の状況の公表（第6条・第7条）
- 第三章　事業活動に係る環境配慮等の状況の公表（第8条―第11条）
- 第四章　製品等に係る環境への負荷の低減に関する情報の提供（第12条）
- 第五章　環境情報の利用の促進（第13条）
- 第六章　雑則（第14条・第15条）
- 第七章　罰則（第16条）
- 附則

## 目的
この法律は、事業活動における環境負荷の低減に関する取組状況（環境配慮等の状況）を提供する手段として、環境報告書の作成及び公表を推進し、環境と経済の好循環を図ることを定めている。
環境報告書には、組織における内部統制などの環境保全推進となる内部機能と、利害関係者とのコミュニケーション手法となる外部機能が有り、年次毎の作業を繰り返して継続的な改善を行うPDCAサイクルを実施する環境マネジメントシステムが構築される。

環境報告書の公表は、事業者が環境コミュニケーションを促進することであり、利害関係者への環境配慮等の状況に関する説明責任を果たす。利害関係者である事業者及び国民は、投資その他の行為を行う場合に環境報告書を勘案するよう努めることで、環境と経済の好循環を果たす役割を担うとされる。

## 環境情報の公表
この法律において「環境情報」とは、事業活動に係る環境配慮等の状況及び製品等に係る環境への負荷の低減に関する情報をいう。
環境配慮等の状況
国は、自らの事業活動に係る環境配慮等の状況に関する情報を公表することとされ、各省各庁の長は、毎年度、前年度における環境配慮等の状況を公表することが義務付けられる。

地方公共団体は、自らの事業活動に係る環境配慮等の状況に関する情報を公表するよう努力の義務になる。
事業活動に係る環境配慮等の状況
率先した環境報告書の作成及び公表の取組を推進するため、特定事業者

は、毎事業年度、環境報告書を作成し、公表することが義務付けられる。
大企業者は、環境報告書の公表及びその事業活動に係る環境配慮等の状況の公表を行うよう努力の義務とされる。中小企業に対しては、国がその事業活動に係る環境配慮等の状況の公表を容易に行うことができるように、その方法に関する情報の提供その他の必要な措置を講ずるものと定められる。

## 環境報告書の作成
環境報告書の記載事項に関して、事業者、学識経験のある者又はこれらの者の組織する協議会その他の団体の意見を聞き定められ、環境省より、環境報告書の記載事項等の手引きが策定された。特定事業者はこれに基づいて環境報告書を作成することになる。

大企業は、記載事項に留意して環境報告書を作成することその他の措置を講ずることにより、信頼性を高めるように努めるものとされ、中小企業者に対しては、国が公表に必要な処置を講ずるものとされる。 
第三者審査
特定事業者は、自ら環境報告書が記載事項等に従って作成されているかどうかについての評価を行うこと、他の者が行う環境報告書の審査（第三者審査）を受けることその他の措置を講ずることにより、環境報告書の信頼性を高めるように努めるものとされる。 